# لهجه شیرازی
لهجهٔ شیرازی یکی از لهجه‌های زبان فارسی است.

## لهجه‌های شیرازی
- شیرازی میانه
- شیرازی پودنکی
- شیرازی قصردشتی

در شیراز هنوز مردم محله‌های قدیمی‌تر بیشتر به لهجهٔ شیرازی سخن می‌گویند تا بقیهٔ مردم مثلاً لهجهٔ کسبه و اهالی دروازه سعدی، لب آب، دروازه قصاب‌خانه، دروازه شاه داعی‌الله و… تفاوت آشکار با لهجهٔ اهالی و کسبهٔ نقاط دیگر شهر دارد.

## تاریخچهٔ لهجه‌های شیرازی
از زمان آل بویه تا دورهٔ قاجار فقط یک گونه لهجهٔ شیرازی وجود داشته که هم‌اکنون به نام شیرازی اصیل شناخته می‌شود.
در شیراز لهجه‌های محله‌های قدیمی تفاوت اندکی داشته‌اند که به آنها لهجه شیرازی اصیل گفته می‌شود؛ در حالی که بین لهجه شیرازی اصیل و روستاهای قدیمی که از دوره پهلوی تا کنون با گسترش شهر جزء شیراز شدند تفاوت بیشتری وجود دار از جمله، پودنکی و قصردشتی که از لحاظ آهنگ نیز با لهجه اصیل شیرازی تفاوت‌هایی دارند.
بااینکه تمامی لهجه‌های شیرازی از یک لهجه، یعنی لهجهٔ اصیل سرچشمه می‌گیرند، اما اصطلاحاتی که در لهجه‌های منشعب وجود دارد گاهی باعث می‌شود که این تصور حاصل شود که این لهجه‌ها از ریشه با هم متفاوتند.

## علت تفاوت لهجه‌های شیرازی
علت اصلی این تفاوت برمی‌گردد به ساختار جمعیتی شیراز.
در شیرازی عامیانه به علت اینکه ارتباط با دیگر نقاط بیشتر بوده، خیلی از واژه‌های انگلیسی یا عربی به آن وارد شده است. ِشود سی به‌معنا، اما به شهادت بسیاری از متون ادبی، مثل تعداد زیادی از اشعار سعدی و حافظ در سده‌های هفتم و هشتم هجری، ریشهٔ عبارت "سی"، عبارت "سیل" یا "سیر" و به‌معنی "نظر کردن" و "منظره دیدن" و "گشتن و سفر کردن" است و ارتباط بین واژهٔ "سی" با "see" انگلیسی بیشتر دارای تشابه لفظی است و اصالت آن در هیچ جا و هیچ سندی دیده نمی‌شود. از این گذشته، واژهٔ "سی" به‌معنای دیدن در لهجهٔ هراتیِ امروزی با تلفظ و معنای یکسان ("سی کو" و "سیل کو") وجود دارد. در لهجهٔ کابلی نیز فعل دیدن به صورت "سیل داشتن" استفاده می‌شود. هنوز هم بسیاری از سالمندان شیرازی از عبارت "سیل" به جای "سی" استفاده می‌کنند و مشهودترین آن عبارت " سیل کن، سیل کن" به معنی "نگاه کن نگاه کن" است که عبارتی اخباری همراه با هشدار و تعجب است؛ که در سایر گویش‌ها به عبارت" سی کن سی کن" یا " س کن س کن" درآمده است.

## نقش عرفان و فلاسفه در لهجه شیرازی
نقش سعدی و حافظ در لهجهٔ شیرازی پودنکی بسیار مشهود است.
همچنین نقش ملاصدرا در تمامی لهجه‌های شیرازی بسیار مشهود است. قربان وجودت اصطلاحی است که در تمامی لهجه‌های شیرازی استفاده می‌شود، و این بیانگر جاافتادگی فلسفهٔ وجودیِ ملاصدرا در شیراز است.
یا در جایی نقش عرفائی مثل عبدالله خفیف یا بسیاری از عرفای شیرازی در لهجهٔ شیرازی میانه مشهود است.

## یک ویژگی مهم
مهم‌ترین ویژگی لهجه شیرازی اضافه کردن «و» به‌دنبال نام‌هاست که به عنوان حرف تعریف (معرفه ساز) به کار می‌رود و نقش آن همانند the در زبان انگلیسی و «الـ» در زبان عربی است. قاعده دستوری «و معرفه ساز» در شیرازی دقیقاً مانند کاربرد «این»، «آن» در دستور زبان فارسی است. به عنوان نمونه‌هایی برای این قاعده می‌توان به: «کتابو» به معنی آن کتاب (کتابی که می‌شناسیم) یا «دخترو» به معنی آن دختر (دختری که می‌شناسیم) اشاره کرد. برای اسم خاص و اسم اشیاء یا اشخاص واحد مانند «حافظ» یا «سعدی» یا «فلکهٔ گاز» که در دستور زبان فارسی حرف تعریف نمی‌گیرند کاربرد «و» نیز دیده نمی‌شود، بنابراین ترکیباتی نظیر «حافظو» یا «سعدیو» یا «فلکه گازو» را شیرازی‌ها هیچگاه به کار نمی‌برند (هر چند که برخی به مزاح آن‌ها را مطرح می‌کنند و به شیرازی‌ها نسبت می‌دهند).
علی‌رغم دیده شدن "و" بسیار در لهجه شیرازی (به دلیل قاعده بالا) استثنائاتی نیز در حذف "و" وجود دارد، همانند "سمنو" که در شیراز به ویژه در میان شیرازیان اصیل و افراد سالمند، "سمنی " تلفظ می‌شود. علت آن کاربرد "و" برای مصغر شدن کلمه است و چون به باور مردم شیراز سمنو (سمنی)، یکی از خوارکی‌های جشن نوروز می‌باشد، استثنائاً به این کلمه "و" اضافه نمی‌کنند و به آن سمنی گفته می‌شود. با اینحال با توجه به اینکه در شیراز "او" به نشانه‌شناس بودن به کار می‌رود و نه تصغیر این احتمال نیز وجود دارد که علت آن در عدم هماهنگی با پسوند او باشد و برای تسهیل تلفظ باشد.
سمنو را بیاور.
سمنو: سمنووره بیار. (Samanu-uré biyar)
سمنی: سمنیوره بیار. (Samaniyuré biyar)

## تفاوت‌ها در لهجه‌های مختلف شیرازی
تفاوت اصطلاحات در لهجه‌های مختلف شیرازی:

### جمله پرسشی
جمله- برای چه چیزی؟
شیرازی اصیل: بری چی؟ (?Barey chi)
شیرازی میانه: بری چی چی؟ (?Barey chi chi)
شیرازی پودنکی: سی چی چی؟ (?Si chi chi)
شیرازی قصردشتی:بری چی؟ (?Barei chi)
شیرازی میرزایی‌ها: کاکو بری چی؟
(?Kako barei chi)

### کلمه
کلمه - ببین.
اصیل: بیبین (Bibin) / نگا (Negaa)
عمومی: بیبین (Bibin)
میانه: سیکو (Seyko) و لری: سیلکو
پودنکی: هیکو -یا- هِکو (Heyko - Heko)
قصردشتی: نیگا کاکو (Niga kako)

### جمله
نوع بیان یک جمله عادی:
جمله - خودش آمد و به من گفت دوستت دارم.
اصیل: خودش اومد/ اومه بهم گف دوست دارم/می‌دارم.
(Khodosh umad/umé behem gof duset midaaram /daram)
میانه: خودش اومد بم گف دوست دارم. (Khodosh umad bem gof duset daram)
پودنکی: خودیش اوم-ِ اَمو گو دوست داروم. (Khodish ume amo go duset daram)
قصردشتی: خودیش اومه بِهِم گف دوست دارم. (Khodish umad az man goft duset daram)

### جمله اشاره‌ای
نوع بیان یک جمله اشاره‌ای:
جمله - نانوایی کجاست؟ (یا نانوایی‌ها کجایند؟)
اصیل: نونوُی کجان؟ (?Nunvoy kojan)
میانه: نونوُیی کجان؟ (?Nunvoyi kojan)
پودنکی: نون وُی کوجونه؟ (?Nunvoy kojoné)
قصردشتی: ای ورا نون وُیی کجان؟ (?e vara Nunvoyi kojan)
نوع بیان یک جمله اشاره‌ای:
جمله-می‌گویم
اصیل: میگما (Migamaa)
میانه: میگما (Migama)

### فعل
نوع بیان فعل:
فعل: بود. هست. رفت
اصیل: بود. هَس. رَف.
میانه: بود. هَس. رفت
پودنکی: بود. هِ. رَ
قصردشتی: بود. هَس. رفت

## تفاوت با زبان رسمی
با وجودی که گویش شیرازی پیوسته رنگ زبان رسمی مملکت را به خود می‌گیرد، هنوز هم این لهجه با لهجه رسمی تفاوت‌هایی دارد و هنوز هم پاره‌ای واژه‌ها، اصطلاحات و ترکیب‌هایی در این لهجه به گوش می‌رسد که برای غیر شیرازی بیگانه است. بسیاری از واژه‌هایی که در گویش شیرازی کاربرد دارند، دقیقاً با همان تلفظ و معنی معمول در شیراز در فرهنگ‌های معتبر ضبط شده است و نشانه درستی این گونه واژه هاست.
در لهجه شیرازی تکیه بر حسب نوع کلمه روی هجاهای فارسی مختلف است یعنی با تغییر محلی تکیه معنا تغییر می‌کند. البته این موضوع خاص لهجه شیرازی نیست و زبان فارسی را شامل می‌شود برای مثال:
آقو با a کوتاه به معنی پدر و آقو باaa کشیده به معنای مرد ناشناس است. اصل کلی و عمومی در این گویش تلفظ هر چه ساده‌تر کلمات است به نحوی که عادت زبانی شیرازی‌ها ایجاب می‌کند؛ بنابراین اگر ما تمام اسامی، افعال، قیود و … این لهجه را بررسی کنیم، می‌بینیم ضمن این که در هر یک از این مقوله‌ها ساختار ثابتی دنبال می‌شود، هر جا عادت زبانی شیرازی‌ها ایجاب کرده، از آن ساختار ثابت عدول شده است برای مثال اغلب کلماتی که در فارسی رسمی به مصوت بلند (a = ا) ختم می‌شوند در لهجه شیرازی به مصوت کوتاه(o= ـُ) ختم می‌شوند مانند با: بو، بالا: بالو، بابا: بابو، حالا: حالو، کاکا: کاکو.

## (اُو) برای معرفه
تمام کلمات مذکور چه به تنهایی و چه درترکیب با سایر کلمات این تغییر رادارند، اما کلماتی مانند پا، شفا با آنکه به مصوت بلند (a) ختم می‌شوند به تنهایی تغییر را نمی‌پذیرند و فقط در ترکیب با سایر کلمات مصوت بلند پایانیشان تبدیل به مصوت کوتاه (o) می‌شوند؛ مثلاً: شفا اگر موصوف یا مضاف واقع شود می‌شود شفُ.
مصوت بلند (u) (او) در آخر کلمه به عنوان معرفه ساز به کار می‌رود.
(مداد _ مدادو) (کتاب _ کتابو) (گاو_ گاوو).
یادمان باشد برای مکان‌ها امکان اضافه کردن (او) وجود ندارد مثال: فلکه گاز صحیح است؛ فلکه گازو غلط است.
همین مصوت معرفه ساز در کلماتی که به هاء بیان حرکت (هاء غیر ملفوظ) ختم می‌شوند. پس از حذف مصوت کوتاه (e) (-ِ) در آخر کلمه به (ow) تبدیل می‌شود:
(نامه _ نامو) (شیشه _ شیشو) (خونه_ خونو) (شونه _ شونو)
در مورد صرف افعال، پیروی از دستور زبان رسمی معمول است و بازهم هر جا عادت زبانی شیرازی ایجاب کرده، صامت یا مصوتی دگرگون شده است.
(بشکن _ بوشکون) (می‌جویم _ می‌جورم)
ضمیرهای اشاره (این) و (آن) درگویش شیرازی به (ای) و (او) و جمع آن‌ها به (اینا) و (اونا) تغییر پیدا می‌کند. ضمایر مفعولی مرا (من)، ترا (تر)، ما را (مار)ها در آخر کلمه بعد از الف در لهجه شیرازی از تلفظ ساقط می‌شوند:
(چاه _ چا) (روباه _ روبا) (شاه _ شا) (ماه _ ما) (تمساح - تمسا)
(b = ب) در آخر بعضی کلمات دو حرفه در گویش شیرازی تبدیل به (ow) می‌شود.
(تب _ تو) (لب _ لو) کلمه (آب) استثنا هست و در گویش شیرازی اصیل به (او) تبدیل نمی‌شود
در تعدادی از کلمات که وسط آن‌ها الف است موقع تلفظ الف تبدیل به واو می‌شود:
(ارزان _ ارزون) (تکان _ تکون) (جان _ جون)

## فعل «کردن»
درگویش شیرازی فعل کردن (kardan) با کسره گفته می‌شود (kerdan). با توجه به واژه‌های کِردار یا کِردگار این تلفظ شکل اصیل و قدیمی این فعل است که در اشعار سعدی نیز آمده است. در فارسی تلفظ این فعل در گویش کرمانی، یزدی و مشهدی هم، همانند شیراز است.

## واژه‌نامه اوزو
- اَلُو گرفتن (آتش گرفتن)
- اُرسی (کفش)
- اُوزون (آویزان)
- اُلُلَک (آدم بی مسئولیت و به درد نخور، مترسک)
- اُینه (آیینه)
- اوفِی (کنایه از خنک شدن دل)
- آبرک (تاب)
- آرمه (ویار)
- آرمه داری (مراسمی با رسوم مخصوص که برای زن باردار می‌گیرند)
- اشرفی (سکه طلا)
- آقو (پدر)
- آل بُخارا (آلو بخارا)
- آلامد (شیک و به دوز، برگرفته از واژه فرانسوی)
- آلو (هم به معنی آلو و هم سیب زمینی مثل دو پیازه آلو از غذاهای شیرازی که نسبت پیاز به سیب زمینی در آن دو به یک است)
- الکی خوشال (آدم سرخوش، خوشحالی بی‌مورد)
- آمخته (عادت کرده)
- اِراض کردن (هول کردن)
- باد کردن (تکبر به خرج دادن)
- ببه (محبوب، عزیز، معمولاً برای فرزند گفته می‌شود)
- بُقُرنه (حلقوم)، پالون سُویده (حیله‌گر و مکار)
- پتی (برهنه، لخت، مانند پاپتی و سرپتی به معنای پابرهنه و سر برهنه یا لخت و پتی)
- پِنجیر (نیشگون)
- پَنون کردن (پنهان کردن)
- پیزوری (زپرتی، چیزی که چنس خوبی نداشته باشد و زود خراب شود)
- پَین دری (پنج دری، شاهنشین)
- تشه برق! (آذرخش، برق)
- تاپو (خمره بزرگ، کنایه از آدم خیلی چاق مثل خانم تاپو)
- تاتی کردن (راه رفتن ابتدایی بچه‌ها)
- تِنگ (محکم)
- تِنگیدن (پریدن)
- توبره (کیسه پارچه ای یا پوستی بزرگ که بر دوش می‌انداختند)
- جار (بانگ و فریاد)
- جَر (دعوا و کشمکش)
- جَلد (سریع)
- چَپَری (فوری- سریع)
- چِکِنه (چسبنده، چسبناک)
- چی (چیز)
- چی کشی یا چیاکشی (اسباب کشی)
- هسین (گلدان سفالی)
- حال اومدن (چاق شدن)
- خاکشیر مزاج (با همه کس سازگاری دارد)
- خانم (مادر)
- خانم دوسی (خانم دوستی، مادر دوست داشتنی)
- خزوک تلفظ غیررسمی واژه کهن خزدوک به معنی هر نوع سوسک.
- کل پوک یا کل پُک (مارمولک؛ کوتاه شده کله‌پوک)
- خراباتی (لوتی و جا افتاده)
- خلویی (خلأیی، مستراحی، کنایه از آدم خز و خیل)
- ریشمیز (موریانه)
- داچّی (برادر بزرگتر)
- دُب (لجباز)
- دل پیچ (اسهال)
- دَلّی (سطل، حلبی، مثل دلی روغن)
- دَلّی رشتی: (سطل اشغال)
- دفتر دَسَّک (دفتر و وسایل)
- دمِ رُو (پشت سر هم، پیوسته)
- دوسکومی (دوستکامی، ظرف بزرگ برای نوشیدنی‌ها)
- دوسی (لقب مادربزرگ‌ها)
- دیونه (دیوانه)
- رِچ (در هم پیچ خورده)
- رج (ردیف)
- رنج (کوچک)
- رِند (زیرک در معنای مثبت، با تدبیر)
- رُودار (پشت سر هم، پیوسته و بی وقفه)
- زرتنگ (تمسخر زرنگی)
- زِلِیبی (زولبیا)
- زِنِش (جربزه، جوهر)
- سُپ (گونه، لُپ)
- سِد (نردبان)
- سر در عرش (آدم منگ و سر به هوا)
- سرقدم رفتن (اسهال داشتن)
- سوزُوی (حسود)
- سِوِر (استوار، مقاوم، پیگیر)
- سِوُ کردن (جدا کردن)
- سلانه سلانه: (آهسته آهسته)
- شاباجی (شاه باجی، لقب خواهر بزرگ و عزیز)
- شافتک (سوت، کنایه آدم خنگ)
- شلنگ تخته انداختن (حرکات ناموزون، شیطنت و ورجه وورجه غیر معمول و بیش از حد کودکان)
- شملیز (شنبلیله)
- شِوِر (شل و ول)
- صبو صب (صبح فردا)
- ضَفت کردن - پنوم (پنهان کردن)
- طُیفه (طایفه، فامیل)
- اِزّ و جِز (التماس)
- عزیز تِرانی (بچه لوس و ننر و یکی یکدانه)
- علیٰ حدّه (به‌طور جداگانه)
- علم شنگه درآوردن (لج کردن، زیر توافق زدن، لج رفتن کودک)
- غُرِّه تِراق (رعد و برق)
- غنچه دوسی (لقب برای زنان نزدیک است، مثلاً خواهر شوهری که ازدواج نکرده است، همچنین کلماتی مانند بهار دوسی، گل دوسی، یاسمن دوسی، خانم دوسی نیز در گذشته بسیار شنیده می‌شد)
- غول (جای گود- برای چاه، استخر و حوض یا آبگیر به کار می‌رود)
- فَلِّی (فله‌ای، بی نظم- درهم)
- فند زدن (فن زدن، شعبده بازی)
- غایِم (محکم، پنهان)
- قاپ قمارخونه (کنایه از آدم همه فن حریف)
- قُرتِراق (رعد، تندر)،
- کَپه (نیمه، نصفه)
- کُپه (تل، هرچیز روی هم جمع شده)
- کِر (گوشه)
- کُمُخته (پینه ناشی از چرک روی پوست، مثل: زانوش کمخته بسته بود)
- کُتُرُم (در خود فرورفته، ناراحت)
- کُتُو خونه (مکتبخانه)
- کُفُرات (بداخلاق - کفرات میباره ازش: اخلاق بدش از چهره اش پیداست)
- گاسَم (شاید)
- گامبو (آدم چاق)
- گاه یا گا (زود، صب گا= صبح زود)
- گُترِی (گتره ای، بدون حساب و کتاب، فله ای)
- گِل غلته (روی زمین غلتیدن)
- گُمپ (غنچه)
- گُمپ گُلُم (غنچه گل، لقب برای عزیز داشتن فرزند)
- گُمپُلِه (توپی آویزان از کلاه پشمی)
- گدا گودول (آدم گدا گشنه)
- گندنا (تره)
- گوروخت (گریخت، فرار کرد)
- لُپَّک (بسیار چاق، تپل)
- لِبدی (بد لباس، بدترکیب و بی تناسب)
- لُنده دادن (نق زدن)
- ماتِرِنگَکی (بچه بازیگوش)
- ماباجی (ماه باجی، خواهر بزرگ عزیز)
- مَچِّد (مسجد عربی شده مسگد ایرانی)
- مُچُنِه (مچاله)
- مُنج (به اندازه یک مشت)
- نِغِّه (گریه بهانه جویانه کودکان)
- ناتُو با گویش (ow)(بدقلق)
- نبشتن (نوشتن)
- نُقل پیرزن (ذرت بو داده، پاپکرن)
- وادنگ اومدن (دبه کردن)
- واسونک (مجموعه ترانه‌های شیرازیی که در مراسم عروسی خوانده می‌شود.
- واگوشک (لغز- چیستان، معما)
- وَر (طرف، بر)
- وِر (زِر)
- وِنگِه (نق زدن، گریه کردن)
- هاتون هاتونا (هر از گاهی، دیر به دیر- به ندرت)
- هاشپت (آدم مشنگ)
- هَپَروت (عالم خیالی)
- همبر (همبرگر)
- هُنُنُی کردن گ (هنر کرد، کنایه از انجام‌کار شاق به تمسخر)
- هولی حمالی (الاکلنگ)
- یارون شووَر (یاران شوهر، خانواده شوهر)
- یارون عروس (یاران عروس، خانواده شوهر)
- یِی دری (یک دری، مستراح)
- یتیم غوره (گدا گشنه و بی کس و کار)

## چند نمونه لهجه شیرازی
- آن وقت (او وَخ)
- خاکستر (خاکسَّر)
- دسته (دسّه)
- دزدی (دُزّی)
- مهر (مُر)
- زعفران (زفرون)
- آبشن (آوشن)
- آینهٔ (اُینه)
- دست (دس)
- ماست (ماس)
- تسبیح (تسبی)
- اذان (اَذون)
- نهایت (نایت)
- شنبه (شمبد)
- غربال (غلبال)
- نقش (نخش)
- اطواری (اطفاری)
- بشوی (بوشور)
- بیعانه (بِیونه)
- لگد (لقد)
- صبح (صُب)
- طهارت (طارت)
- اسهال (رِق)
- سم (سُمب)
- باباغوری (بابقلی)
- کلاه (کالُ)،
- استاد (اُسّوُ)
- شوهر (شووَر)
- ترشح (ترشا)
- شلوغ (شُلُغ)
- از این‌ها (ازینا)
- هنوز (هنو)
- یک مقدار کم. یک‌ذره. یکم (یِی آهارکی، یِزِی)
- قفل (قلف)

آدم مظلوم (زُم بَسِه) انگار (اِنگو)
نوچ شده (چِکِنِه شده) آشغال (اَشغال)
خراب شد (رُمْبید، تُمبید) سالاد (سَلات)
تاب (آب رَک) پیدا کردم (جُستَم، جُسَّم)
سِفید (سَفید)
نارِنجی (نارَنجی)
بهار نارِنج (بار نارِنج)
آجُر (آجِر)
پسته (پسّه)
بادام (بادُم)
امان بده (اَمون بده)
سوزان (جِنگ). آفتاب سوزان (آفتُو جِنگ)
نانوایی (نون وُی)
سَبَد (زَمبیل)
کمر و شانه (کَت و کول)
دهان و رو (چَک و چیل)
تخت خواب (کَت خواب)
خواهر من (عَزّی من)
برادر من (کاکوی من)
مورچه (مولچه)
آن بچه (بَچُو)
سوسک (خَزوک)
جیغ (چیر)

## نمونهٔ شعر
| میگمش راسش بُوگو دوسُم می‌داری؟                      |  | میگه وُی ها              |
| میگمش پس ای باخوام پا پیش می ذاری؟                |  | میگه وُی ها              |
| میگمش قول و قرار با کسی نداری؟                    |  | میگه وُی نه              |
| میگمش نه پس بیام به خواسگاری؟                     |  | میگه وُی ها              |
| میگمش اگر ننت                                     |  | یه دهن پر گف نمی خویمش  |
| می‌کنی رو حرف و قولت پافشاری؟                      |  | میگه وُی ها              |
| میگمش آقات چیطو؟                                  |  | اگر او هم باز بگه نخیر… |
| میتونی تو رو آقاتم دلیل بیاری؟                    |  | میگه وُی ها              |
| میگمش تو قوم و خویشا کسی هس                       |  | که‌ای چیا شد             |
| بکنه تو روز مبادا توره یاری؟                      |  | میگه وُی ها              |
| میگمش اگر نخواسن                                  |  | من وتو بهم برسیم        |
| تو بروی من می‌کنی گریه و زاری؟                     |  | میگه وُی ها              |
| میگمش با ای همه اوضا ینی ترکم می‌کنی روزی روزگاری؟ |  | میگه وُی‌ها               |
| میگمش نپس بزار همهٔ اینانه                         |  | برم از دلُم بُپرسَم        |
| بیبینم با ای همه حسنای که تو داری                 |  | میگه وُی ها؟             |

## ضرب‌المثل
شیراز یکی از شهرهایی است که به علت لطافت طبع و نکته سنجی ضرب‌المثل، کنایه و استعاره در محاوره بین افراد به وفور دیده می‌شود و همین عوامل هستند که لفظ را شیرین و شنونده را بیزار نمی‌کند. گاه انسان پیرمرد و پیرزنانی را می‌بیند که دلش می‌خواهد ساعت‌ها پای صحبت آنان بنشیند و از دریای مثل‌ها و متل‌های آنان استفاده کند و خسته هم نشود.
- اُرسی پَسَک پیشک ندار/ رسیده به کفش پاشنه دار/
- ارسی پیشک پسک ندار / رِسدِه (رسیده) به کفش قندوره دار (کنایه از آدم تازه به دوران رسیده)

چه کنم به کار کردگار؟ / خدا دونه خجیجه/ رسیده به ئی دریجه (طعنه به آدم تازه به دوران رسیده‌ای که کم ظرفیت است)
- بنا به استخاره شد، تز بی ی آقُ پاره شد (کسی که به دلیل ظاهراً موجهی از کاری که از او خواسته شده سرباز زند)
- پاش سریده (عاشق شده)
- ترتیزک کاشتم قَتُقِ نونم بشه، نَم دُنُسّم قاتل جونم میشه (از کسی که به گردنش حق داشتم و منتظر خیر بودم زیان دیدم)
- تِر پس طارت=طهارت (کار بی فایده، نوشدارو پس از مرگ سهراب)
- جود بازی در اُوردن (خسیس بازی درآوردن)
- چونَش چُیده (جرأت ندارد)
- حیا رِ خورده آبِرو رِ قی کرده (شرم و آبرو را کنار گذاشته)
- دورهٔ میر جلاله، یه زن دو شوور حلاله (این کنایه در مورد زنی است که هر یک از فاسق‌هایش را در جاها و موقعیت‌های مختلف شوهر خود معرفی

می‌کند)
- روغن ریخته رِ نذر شاه چراغ می‌کنه (چیزی را می‌بخشد که از ارزش افتاده است)
- زَنگُلی پُی تابوت (فرزند مرد پیر)
- دمت بیگیر بوگو گل پودنک (حرف اضافی نزن)
- سوادش پورمک زده (نظیر: سوادش نم کشیده)
- شپش از دسّش نمی‌یفته (خیلی خسیس و ممسک است)
- عامو نادی اسم خودته به ما نهادی؟ (آنچه را به ما نسبت دادی لایق خودت است)
- قِر که بالُی قِر که پنا بر خدا/ قِر بی بی چِندر که پنا بر خدا (طعنه زدن پا به سن گذاشته‌ای که بیش از حد انتظار به قر و فر خود می‌پردازد)
- کاشکی بارِش رفته بودی (بار رفتن= مرده به دنیا آمدن، نفرین است)
- گُل هُم هُم (چیز کمیاب)
- مولچه چی چی یه که کله پاچَش چی چی باشه؟! (وقتی کسی از چیزی کم ارزش انتظار زیادی داشته باشد)
- نوکری که داشتی بندره/ از گشنگی سلندره (من نوکر تو نیستم، به من فرمان نده)
- هم نذر حسین، هم شوم شوُ بچا (با یک تیر دو نشان زدن)
- پرسانی (وقتی که کسی می‌خواهد به کسی دیگر بگوید:حالا دیدی؟)

## شعر شیرازی
شعری عامیانه به لهجه شیرازی در موضوع مادر.
| او که هر جُو من باشم پشت و پنامه، ننه مه  |  | او که عشقش تو دلُم قدّ خدامه، ننمه      |
| او که اَی باکیم بشه قرار و آروم نداره     |  | میشینه بالوی سرُم، فکر دوامه، ننه مه   |
| او که من هر چی بخوام واسم تدارک می بینه  |  | نَمی پُرسَتم ازُم، بَرِوی کجامه، ننه مه     |
| او که هر موقع نگاهُم می کنه با یی نظر     |  | می خونه هر بد و خوبی تو نگامه، ننه مه |
| او که اَی دیر بُکُنم اَی همه نصف شب بشه      |  | می شینه گوشهٔ اتاق و چیش برامه، ننه مه |
| او که اَی از رو جوونی به او پرخاش بکنم    |  | اِنگو که تشنهٔ حرف نابجامه، ننه مه      |
| او که با همهٔ بدیم ازُم شکایت نداره        |  | به کسی نَمیگه که محتاج وفامه، ننه مه   |
| او که من تو زندگیم هر چی دارم از او دارم |  | بخدا بعد خدا او هم خدامه، ننه مه      |

شعر با موضوع شیراز از بیژن سمندر با نام《 آفتو جِنگ》
شیرازو می‌گن نازه واسی آُفتو جِنگِش
قلبارو گِرِن می‌زنه به هم تیرشهٔ تِنگِش
بلبل تو کوچا، تو پس کوچا غزل می‌خونه
شعروی ترِ‌حافظ می‌چکه از سرِ چِنگِش
عطر گل یاسم و نسترن، بهار نارنج
هی سر میکشه از تو خونوی واز وِلِنگِش
این جان که اگر چِش تو چِشای هیکی بودوزی
ساز دِلشو می‌شنُفی از جِلِنگ جِلِنگِش
اینجان که با فوتِ کاسه‌گری، امرو و فردو
تام پات می‌سره دنبال دختروی زبرو زِرِنگِش
اَگ دختر همسایهٔ دیوار به دیوار،
لیم لیم دیوارک زد تو بدو بزن پلنگِش!!
قلبای پیزُری نیس تو سینهٔ مردم شیراز
تو بیخودی ریشمیز بزنه تو درز و دِنگِش
دنیا رو تی پس می‌گشت سمندر
از شهر چه خبر! قربون اون آُتابِ جِنگِش

## نام آشنایان لهجه شیرازی
- بیژن سمندر
- یدالله طارمی
- ابوالقاسم فقیری